# ماکسیم تالویروف
ماکسیم تالویروف (اوکراینی: Максим Вадимович Таловєров؛ زادهٔ ۲۸ ژوئن ۲۰۰۰) بازیکن فوتبال اهل اوکراین است.
وی همچنین در تیم ملی فوتبال زیر ۲۱ سال اوکراین بازی کرده‌است.